# 예조좌랑
예조좌랑(禮曹佐郞)은 조선시대의 문관계의 정6품의 관직이다.

## 정의
예조에 속한 관직으로 문관 하계의 정6품 관직.

## 내용
조선시대 예조(禮曹)에 둔 정육품(正六品) 관직으로 정원은 3원이다. 위로 예조판서(禮曹判書: 正二品), 예조참판(禮曹參判: 從二品), 예조참의(禮曹參議: 正三品 堂上) 각 1원과 예조정랑(禮曹正郞: 正五品) 3원이 있다.
예조정랑을 지낸 사람은 예조좌랑을 제수 받을 수 없었다.

## 참고 문헌
- 대전회통(大典會通)